# Hans-Georg Bürger

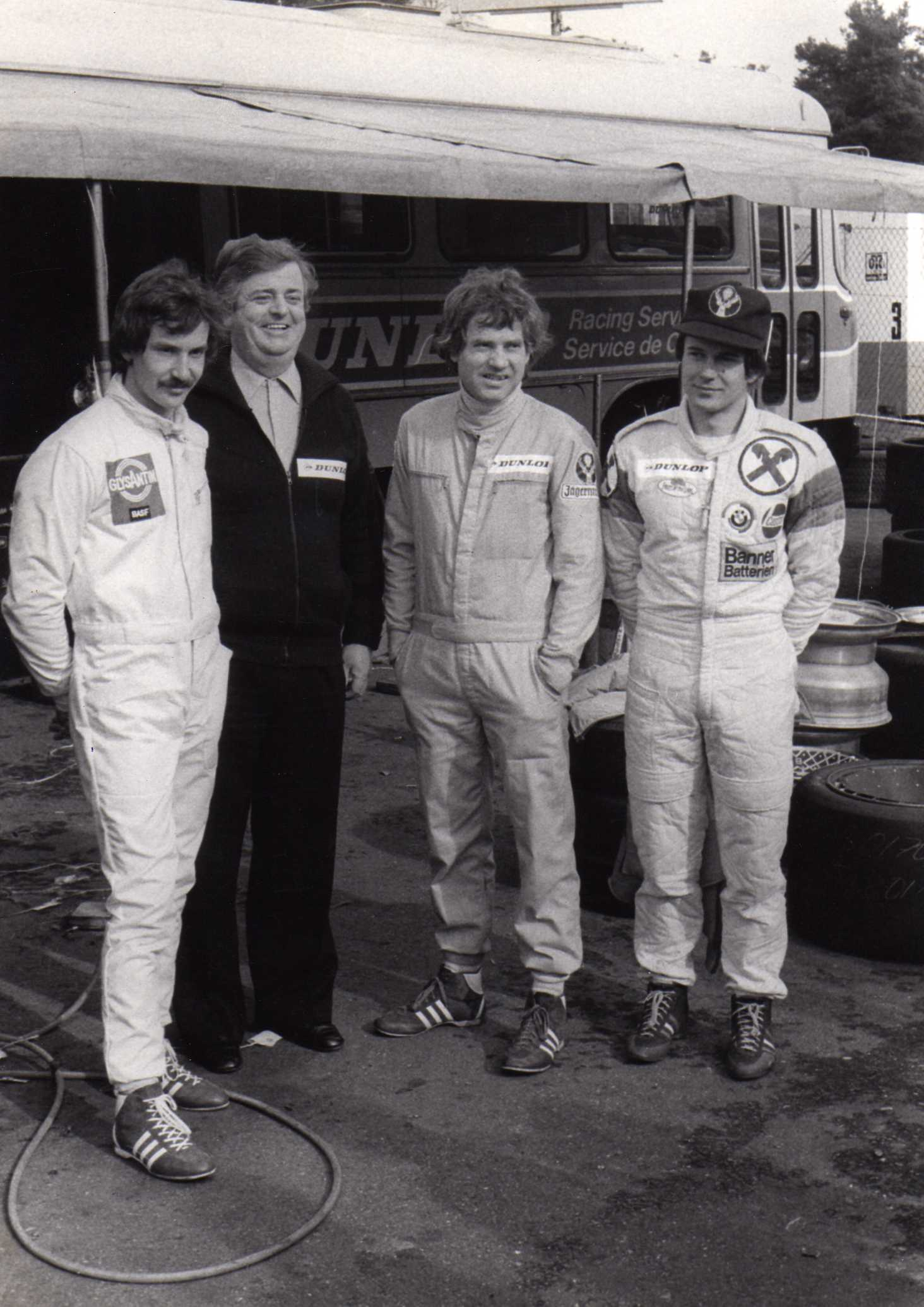
Von links nach rechts: Die GS-Tuning-Fahrer im Jahre 1979, Hans-Georg Bürger, Teamchef Gerhard Schneider, Eckhard Schimpf und Markus Höttinger

Hans-Georg Bürger (* 1. April 1952 in Welschbillig; † 22. Juli 1980 in Amsterdam) war ein deutscher Automobilrennfahrer, der seine Karriere mit dem Titel des Renault-R5-Cups begann.

## Karriere
Hans-Georg Bürger fuhr 1979 in der Deutschen Rennsport-Meisterschaft und wurde im gleichen Jahr deutscher Vizemeister der Formel 3. 1980 bestritt er Rennen in der Formel 2 und der Procar-Serie. Beim 24-Stunden-Rennen von Le Mans 1980 auf BMW M1 kam er zusammen mit Hans-Joachim Stuck und Dominique Lacaud auf den 15. Platz. 
Am 20. Juli 1980 verunglückte Hans-Georg Bürger in einem Tiga F280-BMW bei einem Rennen zur Formel-2-Europameisterschaft im niederländischen Zandvoort. Während des Warm-ups kam er von der Piste ab und wurde von einem Pfahl des Fangzaunes am Kopf getroffen. Er starb zwei Tage später an seinen Verletzungen.

## Statistik

### Le-Mans-Ergebnisse
| Jahr | Team             | Fahrzeug | Teamkollege        | Teamkollege      | Platzierung | Ausfallgrund |
| ---- | ---------------- | -------- | ------------------ | ---------------- | ----------- | ------------ |
| 1980 | Dominique Lacaud | BMW M1   | Hans-Joachim Stuck | Dominique Lacaud | Rang 15     |              |

### Einzelergebnisse in der Sportwagen-Weltmeisterschaft
| Saison | Team                                      | Rennwagen                 | 1   | 2   | 3   | 4   | 5   | 6   | 7   | 8   | 9   | 10  | 11  | 12  | 13  | 14  | 15  | 16  | 17  |
| ------ | ----------------------------------------- | ------------------------- | --- | --- | --- | --- | --- | --- | --- | --- | --- | --- | --- | --- | --- | --- | --- | --- | --- |
| 1979   | Jägermeister                              | BMW 320                   | DAY | SEB | MUG | TAL | DIJ | RIV | SIL | NÜR | LEM | PER | DAY | WAT | SPA | BRH | ROA | VAL | ELS |
| 1979   | Jägermeister                              | BMW 320                   |     |     |     |     | 6   |     |     |     |     |     |     |     |     |     |     |     |     |
| 1980   | GS-Tuning Dominique Lacaud Georges Morand | BMW 320i BMW M1 Lola T296 | DAY | BRH | SEB | MUG | MON | RIV | SIL | NÜR | LEM | DAY | WAT | SPA | MOS | ROA | VAL | DIJ |     |
| 1980   | GS-Tuning Dominique Lacaud Georges Morand | BMW 320i BMW M1 Lola T296 |     |     |     |     |     |     |     | 6   | 15  |     |     |     |     |     |     | DNF |     |